# Distretto di Gongjing
Il distretto di Gongjing (贡井区S, Gòngjǐng QūP) è un distretto della Cina, situato nella provincia di Sichuan e amministrato dalla prefettura di Zigong.